# Зюзин, Леонид Александрович
Леонид Александрович Зюзин (24 марта 1956, Ярославль — 18 марта 2025) — советский и российский футболист.

## Карьера
Воспитанник ярославского «Шинника». Начинал карьеру в родной команде в первой лиге. В 1978 году с 12 мячами стал лучшим бомбардиром клуба, после чего получил предложение от выступавшего в высшей лиге московского «Локомотива», за который провел один сезон 1979 года, сыграл 34 матча, забил четыре мяча. «Локомотив» занял 12-е место.
После годичной командировки в смоленскую «Искру», вернулся в «Шинник», где выступал в течение пяти сезонов. Затем играл во второй лиге. На некоторое время переходил в мини-футбол, где играл за московское «Торпедо».
После распада СССР некоторое время играл в российской первой лиге за «Ладу» Димитровград. Завершил карьеру в 38 лет в московском любительском клубе «Алмаз».
Умер 18 марта 2025 года в возрасте 68 лет.

## Достижения
- Обладатель Кубка МССЖ: 1979.